# 楊亮節
楊亮節（1243年—1324年），南宋度宗朝的國舅，為古琴家楊纘之子，楊淑妃之兄、宋端宗趙昰之舅。1276年（南宋瀛國公德祐2年）南宋將亡，護幼主南遷，藏匿山中七日。至溫州，遣使召陳宜中於清澳，復召張世傑於定海。擁益王昰即帝位於福州，改元景炎，封福建處置使。宋亡後，隱居閩南海島浯洲（今金門縣）。

## 生平事蹟
1243年（南宋理宗淳祐3年）1歲，春正月癸卯26日寅時，楊亮節生。
1267年（度宗咸淳3年）25歲，錢塘南山開化寺重建落成，主僧妙行轉介帶御器械楊亮節，求高斯得為記。
1276年（瀛國公德祐2年）34歲，春正月己卯13日，以楊亮節為福州觀察使，提舉吉王府行事。癸未17日，元兵迫臨安，升封吉王昰為益王，以楊亮節提舉益王府事務。甲申18日，元兵至臯亭山，宋遣監察御史楊應奎上傳國璽降。是夜，楊亮節、楊鎮等擁廣、益二王出嘉會門，由錢塘江遁去，奔婺州。戊子22日，楊亮節等擁二王至婺州。
2月辛丑初5日，元丞相伯顏入臨安。遣范文虎將兵趣婺州，召楊鎮以王還，楊鎮得報即去，曰：「我將就死於彼，以緩追兵。」楊亮節等負二王徒步，匿山中七日。楊亮節等至溫州，聞陳宜中在清澳，遣使召之，復召張世傑於定海。
5月乙未初1日，益王昰即帝位於福州，改元景炎，冊母楊淑妃為皇太妃、同聽政，以舅楊亮節為福建處置使。
1277年（端宗景炎2年）35歲，6月，張世傑回潮州，以圖興復。秋7月乙巳18日，張世傑自將淮兵討蒲壽庚。壬子25日，圍泉州。推測張世傑回潮州，進圍泉州之時，楊亮節以福建處置使，同至泉州公辦。
11月戊申22日，唆都援泉州，張世傑解圍還淺灣。推測張世傑師還淺灣，楊亮節以公事在山，竟不及從。後率三子到廈門覓航，元兵攻漳，遂逃至浯島，藏身馬山后嶼。繼聞元兵去攻潮、惠，楊亮節再攜子追尋至漳州谾口。時幼子世隆途勞染病，日久未瘥，遂寄養漳浦佛潭。復同長次二子到廈門尋舟。惟以陸路道阻，海船難得，竟不能行。
1279年（帝昺祥興2年）37歲，2月癸未初6日，崖山兵潰。楊亮節進退不得，乃覓浯島海濱，更名允臧，隱官澳達山寶珠石下居焉。
1324年（元泰定帝泰定元年）82歲，2月己巳13日辰時，楊亮節卒，享壽82。

## 後人
楊亮節，娶林氏。生三子：長子名失傳，字世昌，號佛細；次子名失傳，字世耀，號佛成；三子名盛，字世隆，號佛潭。
1277年（南宋景炎2年）11月，楊亮節率三子南尋宋主，以第三子楊世隆途勞染病弗能行，寄養於漳州漳浦佛潭村（今福建省漳浦縣佛曇鎮）。1279年（南宋祥興2年）2月宋亡，楊亮節與長子楊世昌、次子楊世耀逃隱閩南海島浯洲（今福建省金門縣）官澳。及其將逝，猶囑子孫，卒後墓向南宋都城杭州，以示恥為元臣。卒與長次二子合葬官澳后倉，坐未向丑兼坤艮，即墓向南宋都城杭州。楊世隆後遷居芙蓉山之麓。卒後，葬大髻山後福興埔寶珠石山。
金門楊氏，除極少數近代移入者外，皆宋末護主南遷之楊亮節與其長次二子之後代，也是分衍島上官澳、湖美、湖下、榜林諸村之大姓。佛潭楊氏，則是楊亮節第三子之後代。自金門而澎湖、臺中、新加坡、印尼，自佛潭而宜蘭、萬隆，已繁衍成極大之宗族。
金門官澳楊氏祖廟，名曰達山堂，大廳懸掛「處置使」匾額，大門對聯：「翊主南遷矢志冒危惟報宋，思君北向甘心就隱不臣元。」

## 楊侯王廟
目前香港九龍城、元朗、東涌、大澳及大圍等地，皆有所謂侯王廟，據稱所祀者即楊亮節。
不過對於香港侯王廟所奉祀者是否為楊亮節亦有爭議。1917年（民國6年），清末東莞探花陳伯陶為香港九龍楊侯王廟撰「侯王古廟聖史碑記」，謂：「相傳神楊姓，佚其名，南宋末忠臣，始封侯，晉封王，故稱為侯王。余曰此殆楊亮節也。」穿鑿附會該廟所祀之神為楊亮節，陳氏實為始作俑者。殆者，大概也。陳伯陶自己亦不肯定。香港九龍楊侯王廟，據云侯王誕辰在農曆6月16日。而楊亮節生於1243年（南宋淳祐3年）正月26日，僅此一點，足證該說之荒誕。況楊亮節終官福建處置使，係1276年（南宋景炎元年）5月在福州所授，金門官澳楊氏祖廟亦高掛「處置使」匾額，其生前不曾封侯封王。